# Prionacris cantrix
Prionacris cantrix is een rechtvleugelig insect uit de familie Romaleidae. De wetenschappelijke naam van deze soort is voor het eerst geldig gepubliceerd in 1981 door Descamps.